# Einstein Probe
Einstein Probe (укр. Зонд Айнштайна) — це рентгенівський космічний телескоп, що був розроблений та запущений Китайською академією наук у партнерстві із Європейським космічним агентством та Інститутом позаземної фізики Товариства Макса Планка. Місія цього телескопу - досліджувати часозмінні високоенергетичні джерела , зокрема, він повинен відкривати рентгенівські тразієнти та моніторити змінні об'єкти. Телескоп був запущений 9 січня 2024 року із космодрому Січан ракетою Chang Zheng 2С.

## Наукові цілі
Основними науковими цілями є:
- Ідентифікувати неактивні чорні діри, щоб досліджувати, як на них може там осідати речовина. Такі перехідні події зазвичай супроводжуються рентгенівськими спалахами;
- Виявляти електромагнітний сигнал, що виникає при генерації потужних гравітаційних хвиль, наприклад при злитті нейтронних зірок;
- Проводити постійний моніторинг усього неба для виявлення різних перехідних явищ і проводити вимірювання відомих змінних джерел рентгенівського випромінювання.

## Інструменти
Einstein Probe містить два наукові інструменти: ширококутний рентгенівський телескоп (Wide-field X-ray Telescope, WXT), і рентгенівський телескоп подальшого спостереження (Follow-up X-ray Telescope, FXT). Обидва телескопи використовують рентгенівську лінуючу оптику
- WXT
- FXT